# Classe Kaiser Franz Joseph I
La classe Kaiser Franz Joseph I est une classe de croiseur protégé construite pour la marine austro-hongroise. 
Elle fut réalisée à la suite de la construction de l'unique SMS Tiger livrée par l'Italie et de la  première classe Panther.

## Les unités de la classe
| Nom                       | Lancement         | Chantier naval                         | Fin de carrière                                | Photo |
| ------------------------- | ----------------- | -------------------------------------- | ---------------------------------------------- | ----- |
| SMS Kaiser Franz Joseph I | 18 mai 1889       | Stabilimento Tecnico Triestino Trieste | naufrage le 17 octobre 1919 à Bouches de Kotor |       |
| SMS Kaiserin Elisabeth    | 25 septembre 1890 | Stabilimento Tecnico Triestino Trieste | 2 novembre 1914                                |       |